# Helena (mytologi)

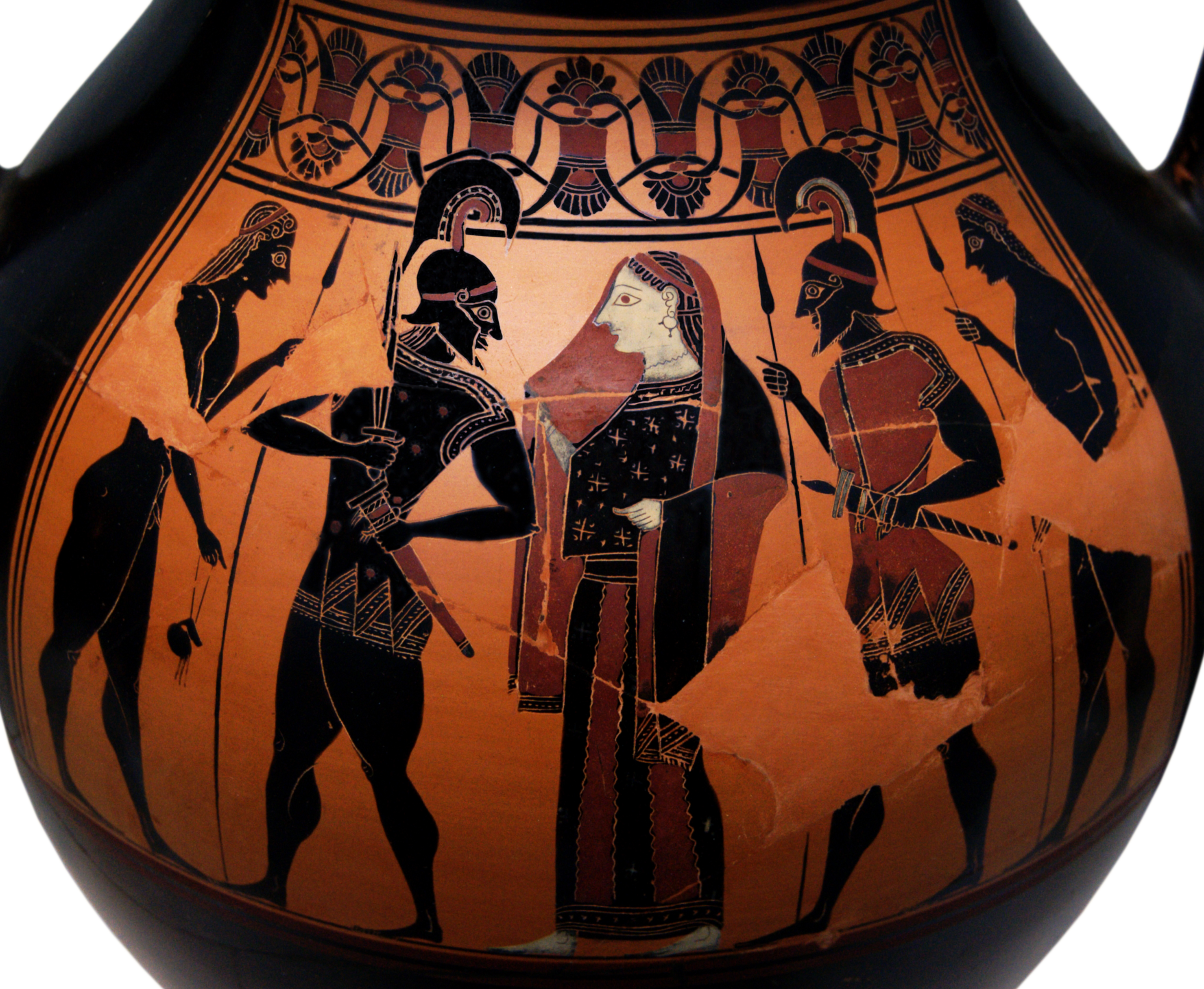
Helena räddas av Menelaos.

Helena även Sköna Helena är i grekisk mytologi prinsessa i Sparta, dotter till Tyndareos av Sparta (egentligen Zeus i form av en svan) och Leda samt syster till Klytaimnestra samt Castor och Pollux.
Tillsammans med Castor och Pollux dyrkades hon troligen redan på bronsåldern som fruktbarhetsgudinna, främst i Lakonien. Inget om detta nämns dock hos Homeros.

## Bakgrund
Hon gifter sig med Menelaos som genom giftermålet blir kung i Sparta. Vid bröllopet enas alla hennes tidigare friare att bistå maken när han behöver det.
Emellertid har kärleksgudinnan Afrodite gett Paris, prins i Troja, hennes hand som muta i en skönhetstävling (Paris dom). När Paris enleverar henne till Troja samlar Menelaos in en stor här och inleder krig mot Troja. Helena framstår som en skuldfri gestalt som blir orsaken till många tragedier. Sedan Troja erövrats återtar Menelaos sin hustru och de återvänder till Sparta. 
Enligt andra versioner av historien, bland annat den av Euripides, var det endast en skenbild av Helena som rövades av Paris till Troja, den verkliga Helena bosatte sig i Egypten. Enligt andra historier levde hon ett evigt liv med Achilles på "den vita ön" i Svarta havet.